# Émery Lavigne
Pour les articles homonymes, voir Lavigne.
 (Janvier 2023).
Émery Lavigne, né Émery Tessier, le 27 janvier 1859 à Montréal et mort le 2 juillet 1902 dans la même ville, est un pianiste, organiste, compositeur et professeur de musique québécois.

## Biographie
Émery Lavigne naquit sous le nom de Tessier, par son père Moïse Tessier et de sa mère Marie-Flore David. Émery Lavigne est le jeune frère d'Ernest Lavigne et d'Arthur Lavigne. Il fut l'élève de Romain-Octave Pelletier l'Ancien. En 1877, il fit un voyage à Paris. De retour au Québec, il se marie en 1878 avec Elisabeth Plante, née en 1855, décédée en 1926. Ils auront une fille, Léontine Lavigne (1879-1938).   
Il fut nommé organiste de l'église Saint John d'Oswego, dans l'État de New York, fonction qu'il exerça durant cinq ans.
En 1884, à son retour à Montréal, il a travaillé en tant que pianiste avec l'Orchestre symphonique de Montréal. il a dirigé la Rhapsodie d'Auvergne de Saint-Saens. Il a joué également avec la Société philharmonique de Montréal et le Chœur Mendelssohn de Montréal.
En 1887, il publia sa gavotte Les Ondes, qu'il composa pour piano.
En 1896, il fonde avec Jean-Joseph Goulet et Jean-Baptiste Dubois, le Trio Haydn. 
Il fut deux fois président de l'Académie de musique du Québec, de 1892 à 1893 et de 1900 à 1901. Émery Lavigne fut également titulaire par le gouvernement de la République française de l'Ordre des Palmes académiques.